# Desmopterella biroi
Desmopterella biroi är en insektsart som först beskrevs av Bolívar, I. 1905.  Desmopterella biroi ingår i släktet Desmopterella och familjen Pyrgomorphidae. Inga underarter finns listade i Catalogue of Life.